# Vassili Poïarkov
Vassili Danilovitch Poïarkov (en russe : Василий Данилович Поярков) est un explorateur et cartographe russe, né à Veliki Oustioug à une date inconnue et mort après 1668.

## Biographie
Il quitte Yakoutsk le 15 juin 1643 avec une flottille de cent trente deux hommes. Il voyage sur les rivières Léna, Aldan, Outchour, Gonam, puis atteignit la rivière Zeïa en décembre et plus tard le fleuve Amour. Après avoir quitté l'embouchure de l'Amour, Poïarkov navigue dans les eaux de la mer d'Okhotsk et atteint l'embouchure de la rivière Oulia. Après l'hiver de 1645, il parcourt le cours supérieur de la rivière Maïa et retourne à Iakoutsk en 1646, le 12 juin (après une absence de deux ans et onze mois), en naviguant sur les rivières du bassin de la Léna. Poïarkov recueille de précieuses données sur la nature et la population des vastes régions de l'Extrême-Orient. Il a toutefois perdu presque tout son monde et supporté des fatigues et des privations inouïes. Il ramène aussi un énorme butin de fourrures. Mais les cosaques revenus avec lui portent plainte contre lui. Ils l'accusent de s'être conduit cruellement avec eux et avec les indigènes. Poïarkov ne nie pas les faits mais souligne les conditions de sa campagne. Le voïvode de Iakoutsk l'envoie se faire juger à Moscou, mais on ne sait pas ce qu'il advient de lui, note Youri Semionov.